# Odden Kerk
De Odden Kerk (Deens: Odden Kirke) is een kerkgebouw van de Deense Volkskerk op het Deense halfeiland Sjællands Odde. De kerk ligt in de Odden-parochie bij het dorp Overby in de gemeente Odsherred.

## Architectuur en geschiedenis
De kerk is rond 1400 gebouwd en werd oorspronkelijk Odbye Kerk of Odboe Kerk genoemd. Eerder stond er iets noordwestelijker een kapel in het huidige Havnebyen. De welvarende boeren van Overby streefden toen echter naar de bouw van een eigen kerk. 
De opvallende krachtige rode kleurstelling werd pas in 1874 aangebracht. Aangenomen wordt dat de kerk ook als herkenningsteken voor zeevarenden fungeerde.

## Interieur

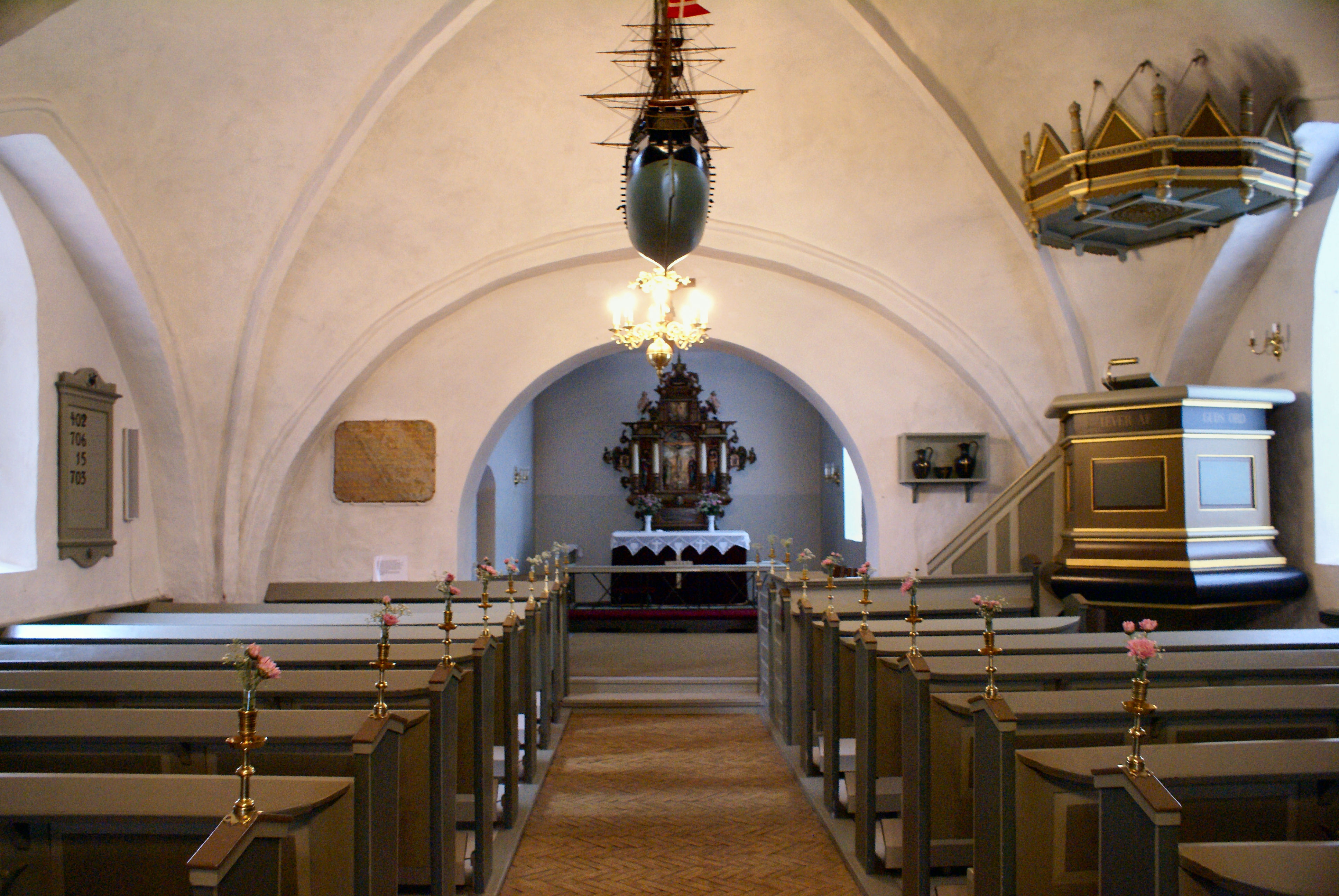
Interieur

De kansel stamt uit het jaar 1821 en draagt een deel van het gedicht van de theoloog Nikolaj Frederik Severin Grundtvig, wiens vader hier van 1766 tot 1776 als predikant werkte. Er wordt beweerd dat onder de kansel een oudere broer van Grundtvig ligt begraven.
Het op hout geschilderde altaarschilderij dateert uit 1632. Op de top bevindt zich het monogram van koning Christiaan IV van Denemarken. Daaronder bevindt zich een voorstelling van een ten hemel varende Christus. In het centrale deel wordt de kruisiging getoond. Onder deze kruisigingsscène bevinden zich een schedel als symbool voor Golgotha en de (vertaalde) woorden die in Mij gelooft zal leven, al ware hij ook gestorven (Johannes 11:26). Naast de gekruisigde Christus staan de Maagd Maria en de jonge Johannes. Het centrale deel wordt geflankeerd door Mozes met de Tien Geboden en Johannes de Doper met het Lam.
Van het tweedelige doopvont in de kerk wordt aangenomen dat het onderste deel oorspronkelijk uit de oude kapel stamt en daar als wijwaterbak diende.
Vermeldenswaardig is ook een uit de 14e eeuw daterende crucifix, dat in de onderste verdieping van de toren hangt. Tegenover het crucifix hangt het schilderij Jezus in de hof van de schilder Ziegler.
De oudste van de twee klokken is 15e-eeuws. De jongere klok werd in 1599 gegoten en toont het wapen van Arild Huitfeldts.
Een paneel in de kerk herinnert aan de dochter van een predikant, die in 1759 in het kraambed het leven liet.  

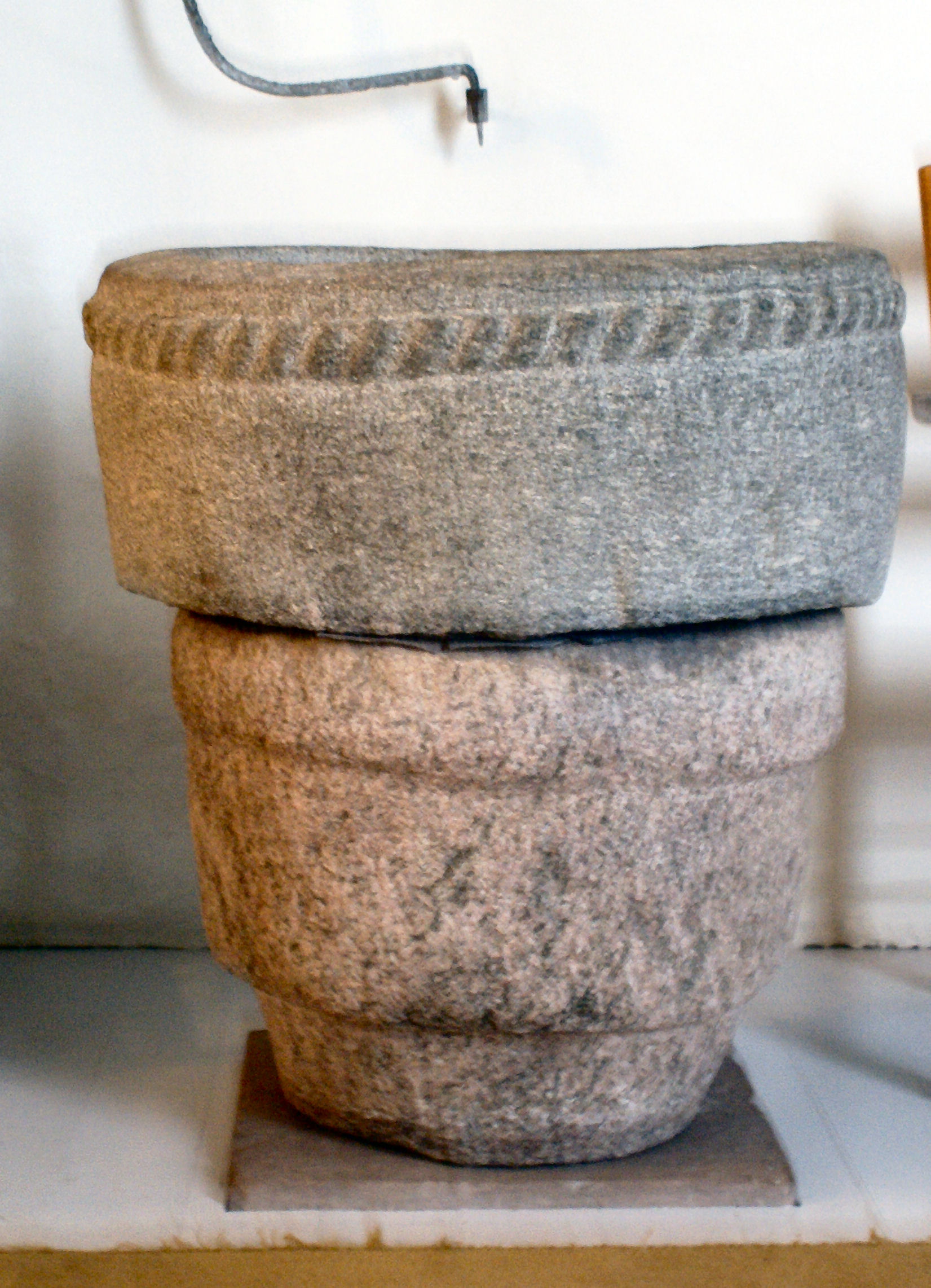
Doopvont
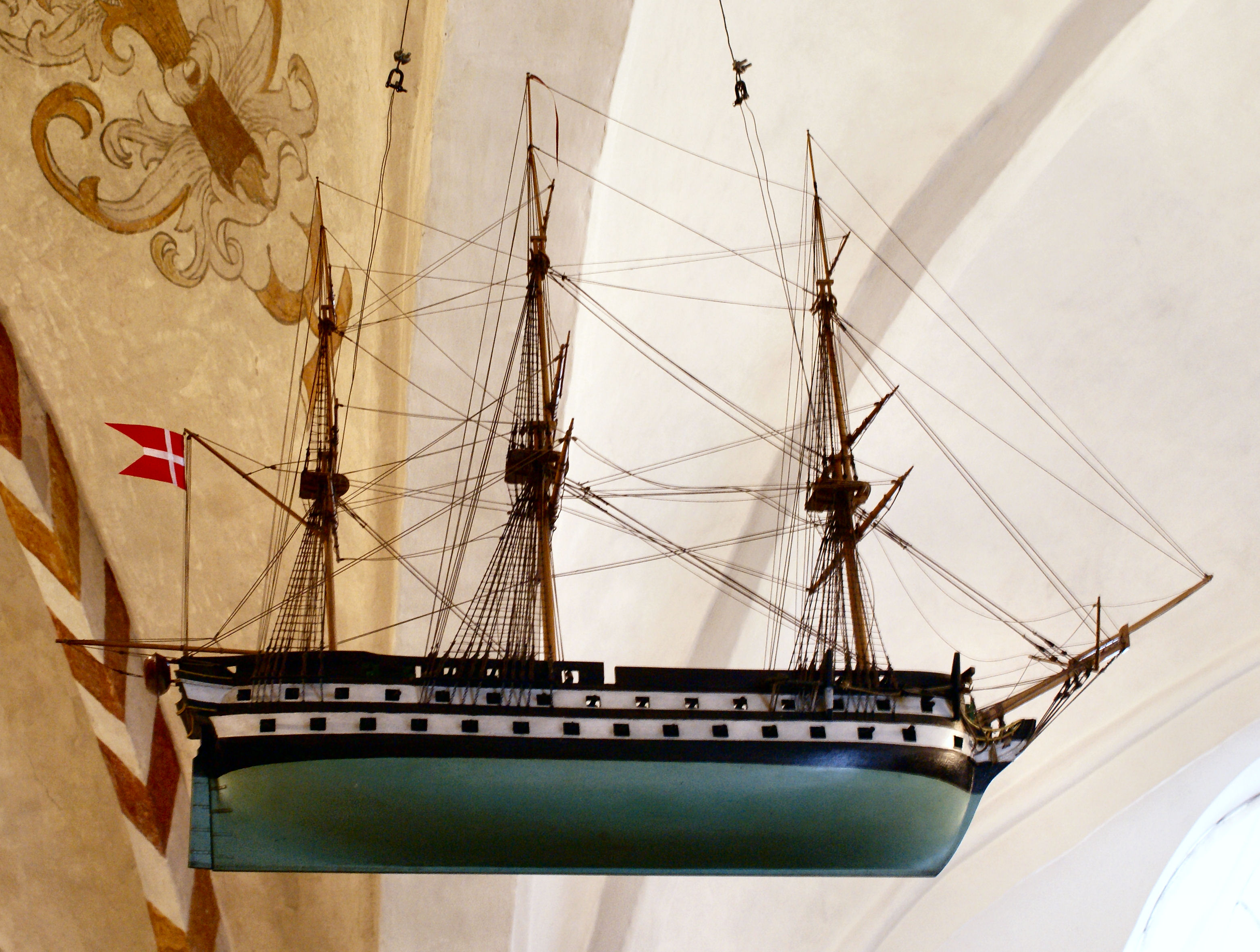
Modelschip Prinds Christian
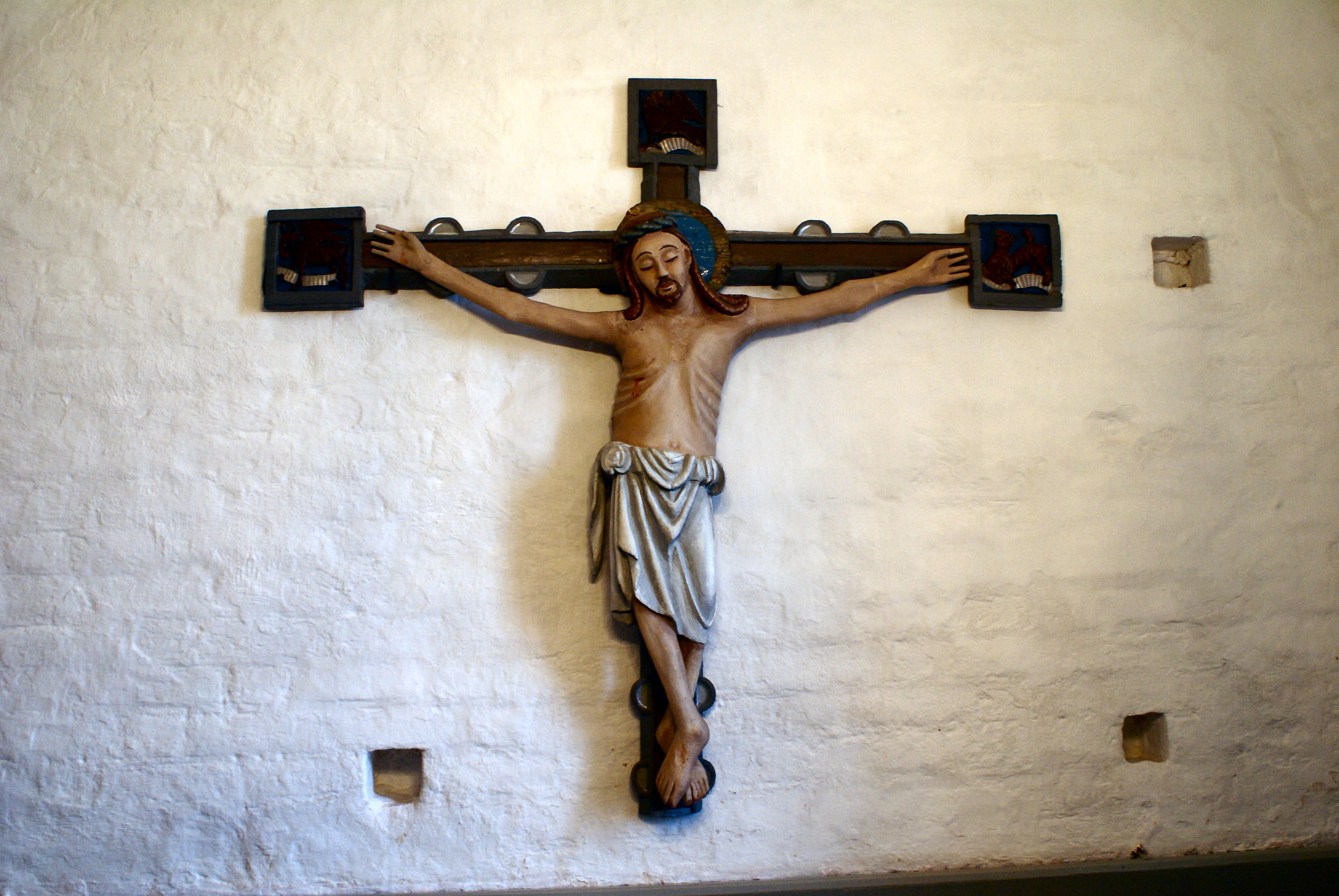
Crucifix
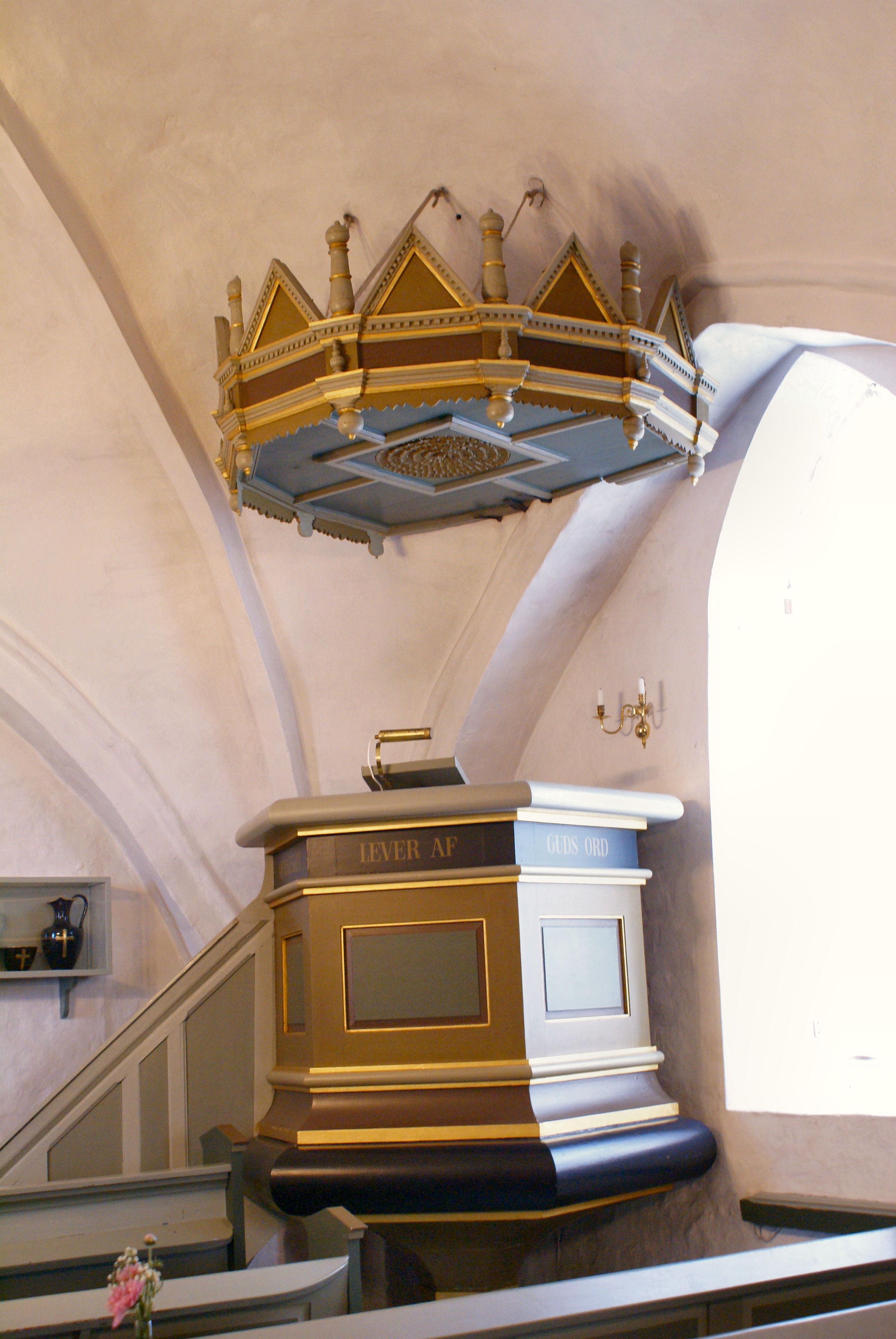
Preekstoel
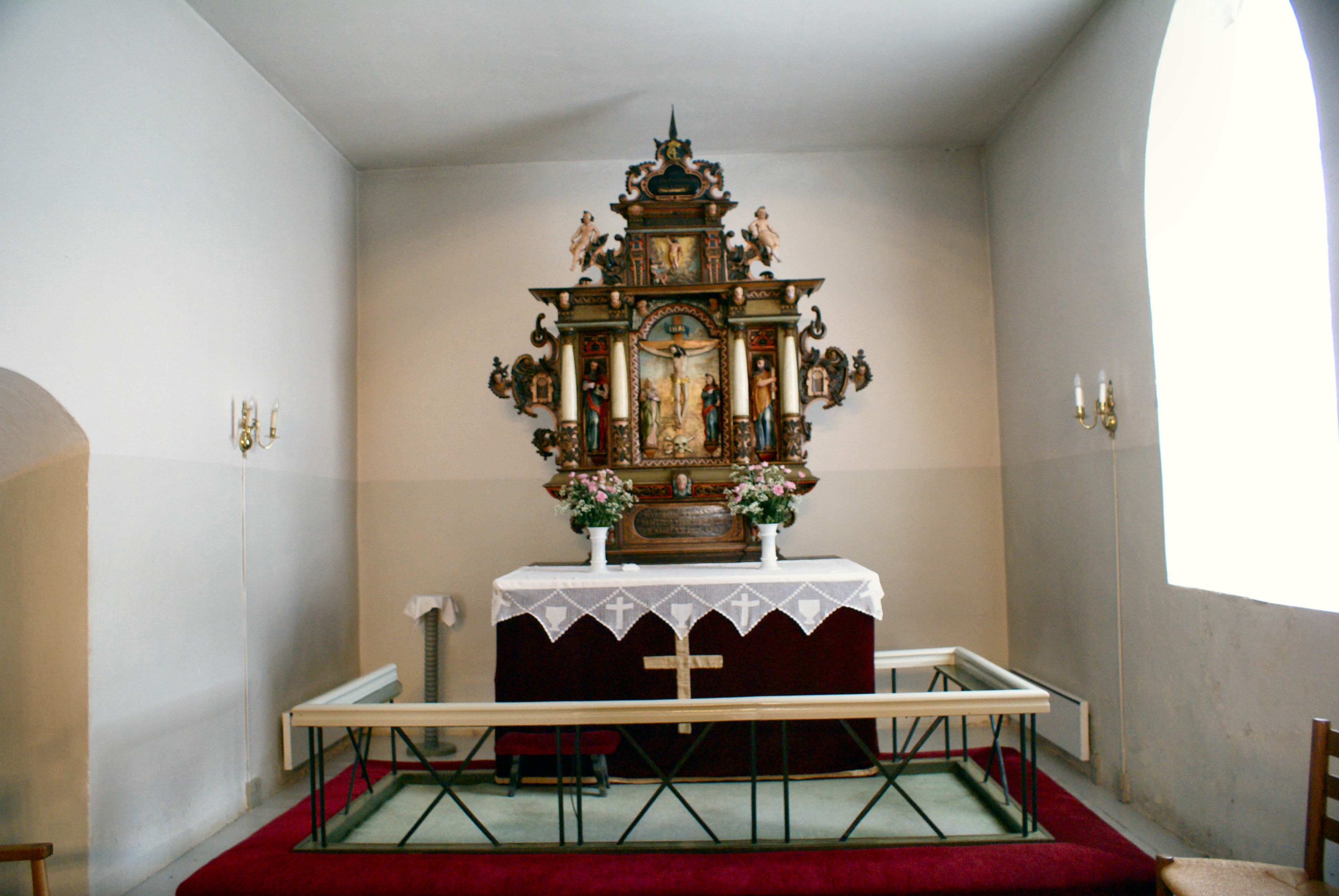
Altaar

## Kerkhof
Op het kerkhof dat de kerk omgeeft bevindt zich een grafmonument van de Deense luitenant Peter Willemoes wiens schip de Prinds Kristian op 22 maart 1808 door de Britten voor de kust tot zinken werd gebracht. Hierbij kwamen in totaal 69 Denen om. Het monument is voorzien van een gedicht van Grundtvig. Aan de rampzalige gebeurtenis herinnert eveneens een in 1914 vervaardigd model van het schip, dat mogelijk uit een plank van het wrak werd gemaakt en in het schip hangt. In de kerk hangen eiken panelen waarop de namen van de gevallenen staan opgetekend.
Op het kerkhof bevindt zich eveneens een monument voor de drie Britse piloten, die in 1944 boven de ten zuiden van de kerk gelegen Sejerø Bucht werden neergeschoten.